# Bonds of Honor
Bonds of Honor è un film muto del 1919 diretto da William Worthington.

## Trama
Giappone, prima guerra mondiale. I gemelli Yamashito e Sasamoto, figli del conte Sakurai, non potrebbero essere più diversi uno dall'altro: il primo è un giovane leale e coraggioso, il secondo un debosciato che non riesce a resistere al demone del gioco. Per pagare i suoi debiti, Sasamoto si vende ai tedeschi e, al loro servizio, cerca di rubare i piani delle fortificazioni nipponiche stilati da Yamashito e dal padre. Scoperto in flagrante, Sasamoto viene arrestato: secondo le antiche tradizioni, gli si concede di praticare il seppuku, il suicidio rituale che laverà nel suo caso l'onta del tradimento. Ma Sasamoto preferisce fuggire trovando rifugio in Russia. Yamashito, incaricato di ritrovarlo, si reca in Russia dove, facendosi passare per il fratello, riesce a smascherare le spie tedesche che hanno complottato contro l'impero. Sasamoto, ormai un rottame umano che si è dato al bere, finisce per compiere l'atto del suicidio che riscatterà l'onore della famiglia Sakurai. Yamashito, tornato in patria, sposa Toku-ko, la ragazza di cui entrambi i fratelli erano innamorati.

## Produzione
Il film fu prodotto dalla Haworth Pictures Corporation.

## Distribuzione
Distribuito dalla Robertson-Cole Distributing Corporation e Exhibitors Mutual Distributing Company, il film uscì nelle sale cinematografiche statunitensi il 4 ottobre 1919.